# Howie Schultz
Howard Henry „Howie” Schultz (ur. 2 lipca 1922 w Saint Paul, zm. 30 października 2009 w Stillwater) – amerykański koszykarz, występujący na pozycjach silnego skrzydłowego lub środkowego oraz baseballista, występujący na pozycji pierwszobazowego, mistrz NBA z Minneapolis Lakers, po zakończeniu kariery sportowej pracował jako nauczyciel w liceum oraz trener koszykarski.
W swoim najlepszym statystycznie sezonie w NBL (1946/1947) notował średnio 11.1 punktu na mecz. Podczas rozgrywek 1949/1950, pierwszym oficjalnym w historii National Basketball Association, reprezentował kluby Anderson Packers i Fort Wayne Pistons. Wystąpił wtedy łącznie w 67 spotkaniach sezonu regularnego, uzyskując 8,3 punktu i 2,5 asysty. Po dołączeniu do Minneapolis Lakers wspomógł klub w drodze mistrzostwa NBA. Klub opuścił w lutym 1953, kończąc tym samym swoją karierę sportową.
W trakcie 338 spotkań w NBL i NBA zdobył 2513 punktów. W latach 1949–1951 pełnił funkcję grającego trenera. W sezonie 1949/1950 jako trener Anderson Packers uzyskał bilans 21-14, natomiast w kolejnym sezonie, prowadząc St. Paul Lights w lidze NPBL, uzyskał rezultat 12-8.
Jako baseballista wystąpił w 470 spotkaniach MLB.
Ze względu na swój wzrost nie został dopuszczony do służby wojskowej, podczas II wojny światowej.
Zmarł 30 października 2009 po czteromiesięcznej walce z rakiem.

## Osiągnięcia koszykarskie
College
- Mistrz NAIA (1942)[3]
- Zaliczony do I składu All-American przez Helm Foundation (1945)

NBL
- Mistrz NBL (1949)

NBA
- 2-krotny mistrz NBA (1952)[2]

Inne
- Laureat Outstanding Service Award (1987)[3]
- Zaliczony do Galerii Sław Sportu Hamline University (1965)[3]